# سالم اقنيدي
اللواء سالم اقنيدي ضابط في الجيش الليبي. عُين رئيس الأركان العامة الليبية في 9 يونيو 2013 خلفاً ليوسف المنقوش الذي استقال من منصبه بعد مقتل 33 متظاهراً في بنغازي من قبل ميليشيا درع ليبيا (المنضوية) تحت رئاسة الأركان العامة.
نجى من محاولة اغتيال في 4 أغسطس 2013 عندما أطلق عليه الرصاص بالقرب من منطقة المعمورة حيث أصيب بجراح بسيطة لينقل إلى مستشفى «شارع الزاوية» لتلقي العلاج، ولم تعلن آنذاك أي جهة عن مسؤوليتها عن الحادث.